# 森薗政崇
森薗 政崇（もりぞの まさたか、1995年4月5日 - ）は、日本代表のプロ卓球選手。東京都西東京市出身。PR親善大使。明治大学政治経済学部卒業。身長160cm、体重50kg。血液型はA型。左シェーク裏裏ドライブ型。ITTF世界ランキング最高位は男子ダブルス1位。混合ダブルス2位。U21男子シングルス2位。ジュニア男子シングルス4位。カデット男子シングルス4位。日本人初のユニバーシアード男子シングルスの世界チャンピオン。日本人初2連覇。段級位は7段。ボブソン所属。Tリーグは静岡ジェード所属。姉は卓球選手の森薗美咲、従妹に森薗美月である。全日本選手権男子ダブルス混合ダブルス2連覇。ダブルスの名手。

## 経歴
小学校までは自身の親が経営する美鷹クラブに所属。その後、青森山田中学校・青森山田高等学校、明治大学を卒業。ボブソン所属。Tリーグでは静岡ジェード所属。
2013年に、全日本ジュニアの部男子シングルスで優勝。
2014年の全日本選手権男子ダブルスでは同じ青森山田高校の後輩である三部航平とペアを組み、決勝で水谷隼・岸川聖也ペアと対戦し勝利。史上2組目となる高校生ペアでの優勝を果たす。
翌年の2015年にも同じく三部航平とペアを組み出場し、決勝は2年連続同じ顔合わせとなった水谷隼・岸川聖也ペアと対戦し勝利。2連覇を達成した。
2015年7月6〜13日、韓国の光州で行われた第28回ユニバーシアード夏季大会男子シングルスで優勝しユニバーシアード卓球競技シングルス種目における日本勢初の金メダルを獲得した。
2015ワールドカップ団体戦、初出場でベスト8の成績を残した。
2015世界卓球選手権蘇州大会では男子ダブルス大学生ペアで初出場を果たした。準々決勝では金メダルを獲得した中国選手ペアを3-3で先にマッチポイントを握ってからの大逆転負けをし悔しい思いをしたが、大学生ペア初出場とは思えない強さで世界を驚かせた。練習場のサブアリーナにはこの歴史が変わるかもしれない試合を見るために誰も居なかったという。
ポルトガルのリスボンで行われたITTFワールドツアーグランドファイナルの男子ダブルスでは大島祐哉とペアを組み、1996年第1回大会以来初となる日本ペアのグランドファイナル男子ダブルス優勝。
2017年現在2期ぶりにドイツのブンデスリーグでプレーしており前半は結果が振るわなかったが後半は10連勝を上げるなどリーグトップの成績を残した。8月2017年夏季ユニバーシアードでシングルスで前回大会に続き2連覇を達成、大島と組んだダブルスでも優勝、団体準優勝と活躍した。10月の全日本学生総合選手権では、シングルスにおいて前年の世界ジュニア代表の松山祐季、同年の世界選手権代表の田添健汰、全日本選手権2位の吉村和弘を破り2年ぶり3度目の優勝を果たした。
2019年3月、2019年の世界選手権ブダペスト大会の日本代表最終選考会で優勝し初のシングルスの代表権を獲得した。シングルスでは3回戦で敗れ、ダブルスでは大島祐哉とのペアで2回戦、混合ダブルスでは伊藤美誠とのペアで準々決勝敗退した。12月、2020年の世界選手権釜山大会の日本代表最終選考会で優勝し代表権を獲得した。
2019年11月25日 西東京市PR親善大使に任命された。
2025年度より男子ジュニアナショナルコーチに就任。

## 人物
プロ卓球選手として活動しながら、代表取締役社長を務めている。
11歳の時、コブクロの「君という名の翼」という曲のプロモーションビデオに父とともに出演している。

## プレースタイル
チキータレシーブから前陣に張り付いて速い打点の両ハンドドライブで攻めていく。股関節が柔らかく、素早いフットワークが特徴である。
左利きの為、ダブルスが得意で大島と組むことが多い。

## 成績
2003年
- 全日本卓球選手権大会バンビの部 5位

2004年
- 全日本卓球選手権大会バンビの部 3位

2005年

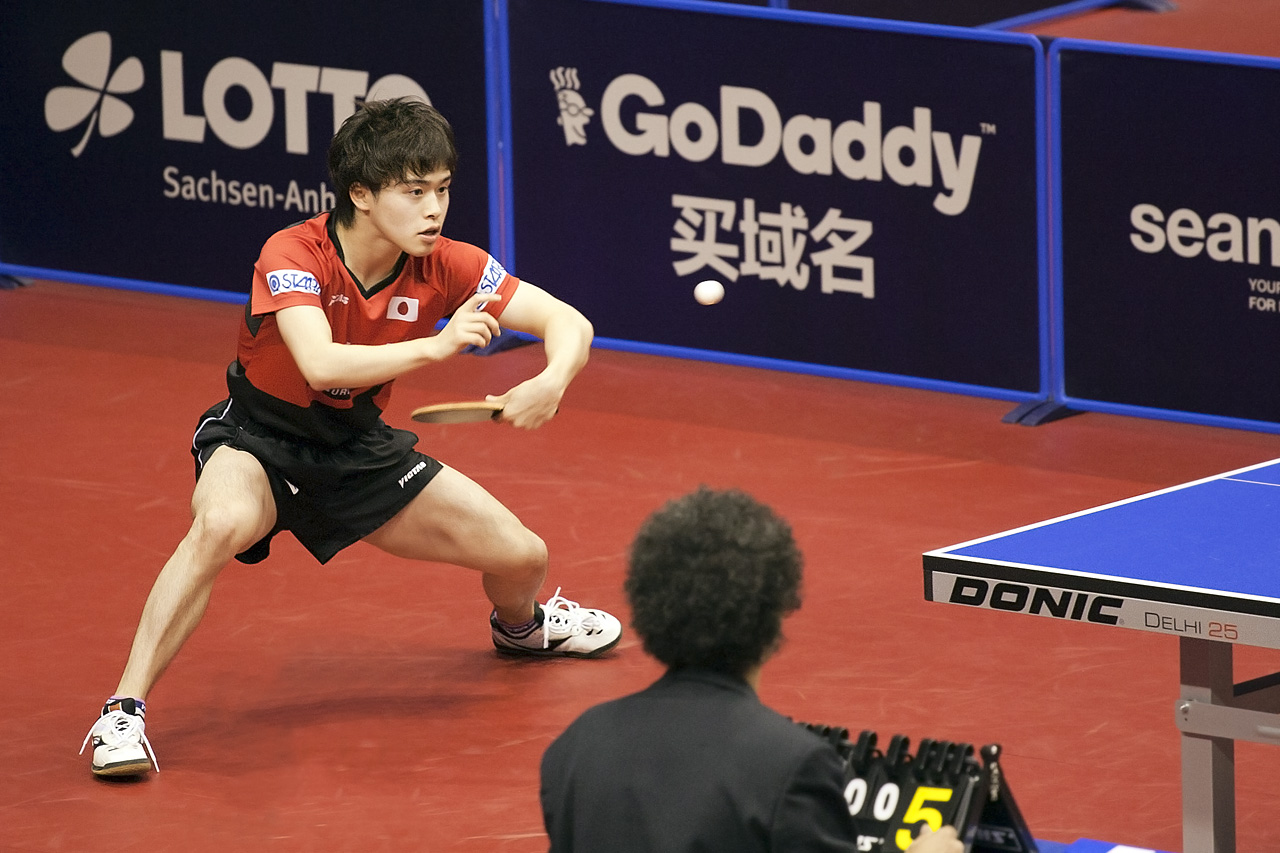
2017ITTFワールドツアードイツオープンの森薗政崇

- 全日本卓球選手権大会カブの部 優勝、（ホープス・カブ・バンビの部）ベスト16、（カデットの部）ベスト16
- 東アジアグランプリホープス大会 日本男子Aチーム4位

2006年
- 全日本卓球選手権大会ホープスの部 3位

2007年
- 全日本卓球選手権大会 カデットの部 13歳以下男子シングルス 優勝
- 全日本ホープス 優勝
- ワールドジュニアサーキット 団体・カデット 準優勝
- 日中交歓卓球大会 男子ダブルス ベスト8
- 東アジアグランプリホープス 準優勝（日本男子Aチーム）

2008年
- 全国中学選抜大会 男子団体 優勝
- ハンガリージュニアオープン ジュニア男子団体 優勝
- 平成19年度全日本卓球選手権大会 ジュニア男子シングルス ベスト8
- 全日本卓球選手権大会カデットの部 男子ダブルス 準優勝
- 全国中学校大会 男子団体 優勝、男子シングルス ベスト8

2009年
- 全日本卓球選手権大会カデットの部 男子ダブルス 優勝、男子シングルス ベスト8
- 全国中学校大会 男子シングルス 準優勝、男子団体 優勝
- オーストラリアジュニアオープン カデット男子シングルス 優勝、ジュニア男子シングルス 3位、ジュニア男子ダブルス 3位、ジュニア男子団体 3位

2010年
- 平成21年度全日本卓球選手権大会 ジュニア男子シングルス ベスト8

2011年
- 平成22年度全日本卓球選手権大会 ジュニア男子シングルス ベスト8

2012年
- 平成23年度全日本卓球選手権大会 ジュニア男子シングルス ベスト8

2013年
- ITTFグローバルジュニアサーキットファイナル ジュニア男子シングルス 優勝
- 平成24年度全日本卓球選手権大会 ジュニア男子シングルス 優勝
- 全国高等学校総合体育大会卓球競技大会 男子シングルス 優勝
- 世界ジュニア 男子シングルス 3位、男子団体 準優勝

2014年
- 平成25年度全日本卓球選手権大会 男子ダブルス 優勝（三部航平ペア）
- ITTFワールドツアー チェコオープン 男子ダブルス（大島祐哉ペア）
- 第81回全日本大学総合卓球選手権大会個人の部 男子シングルス 優勝

2015年
- 平成26年度全日本卓球選手権大会 男子ダブルス 優勝（三部航平ペア）（二連覇）
- 第82回全日本大学総合卓球選手権大会個人の部 男子シングルス 優勝（二連覇）
- 第28回ユニバーシアード光州（韓国）大会 男子シングルス 優勝、男子ダブルス 準優勝、男子団体 準優勝
- ITTFワールドツアー クロアチアオープン 男子ダブルス 優勝（大島祐哉ペア）
- ITTFワールドツアーグランドファイナル 男子ダブルス 優勝

2016年
- ITTFワールドツアー ポーランドオープン 男子ダブルス 優勝（大島祐哉ペア）
- ITTFワールドツアー ドイツオープン 男子ダブルス 優勝（大島祐哉ペア）
- ITTFワールドツアーグランドファイナル 男子ダブルス 準優勝（大島祐哉ペア）

2017年
- 第84回全日本大学総合卓球選手権大会個人の部 男子シングルス 優勝
- ITTFワールドツアー インドオープン 男子ダブルス 優勝（大島祐哉ペア）
- ITTFワールドツアー カタールオープン 男子ダブルス 優勝（大島祐哉ペア）
- 第23回アジア卓球選手権 混合ダブルス 準優勝（伊藤美誠ペア）
- 世界選手権デュッセルドルフ大会 男子ダブルス 準優勝（大島祐哉ペア）
- 第29回ユニバーシアード台北（台湾）大会 男子シングルス 優勝、男子ダブルス 優勝、男子団体 準優勝
- ITTFワールドツアーグランドファイナル 男子ダブルス 優勝（大島祐哉ペア）

2018年
- 平成29年度全日本卓球選手権大会 混合ダブルス 優勝（伊藤美誠ペア）
- ITTFチャレンジ・タイオープン 男子シングルス 準優勝
- ITTFワールドツアー 中国オープン 混合ダブルス 準優勝（伊藤美誠ペア）
- ITTFワールドツアーグランドファイナル 男子ダブルス 3位（大島祐哉ペア）、混合ダブルス 3位（伊藤美誠ペア）

2019年
- 平成30年度全日本卓球選手権大会 混合ダブルス優勝（伊藤美誠ペア）（二連覇）
- 2019年の世界選手権ブダペスト大会 日本代表最終選考会 優勝
- ITTFチャレンジプラス・パラグアイオープン 男子シングルス 優勝、男子ダブルス 優勝（ルボミール・ピシュティペア）
- オーストリアオープン 男子ダブルス 3位 （吉村真晴ペア）

2020年
- 2019年度全日本卓球選手権大会 混合ダブルス優勝（伊藤美誠ペア）（三連覇）

2021年
- 2021年度全日本卓球選手権大会 男子シングルス 準優勝

2022年
- 2022年度全卓球選手権大会 男子ダブルス 準優勝  (張本智和ペア)

2023年
- 2023年度全日本卓球選手権大会 男子ダブルス優勝（張本智和ペア）

2024年
- 2024年度全日本卓球選手権大会 男子ダブルス 準優勝  (張本智和ペア)

### Tリーグの成績
| シーズン | 所属チーム   | 背番号 | シングルス | シングルス | シングルス | ダブルス | ダブルス | ダブルス |
| シーズン | 所属チーム   | 背番号 | 出場数     | 勝利数     | 敗戦数     | 出場数   | 勝利数   | 敗戦数   |
| -------- | ------------ | ------ | ---------- | ---------- | ---------- | -------- | -------- | -------- |
| 2018-19  | 岡山リベッツ | #45    | 7          | 6          | 1          | 21       | 16       | 5        |
| 2019-20  | 岡山リベッツ | #45    | 16         | 6          | 10         | 17       | 8        | 9        |
| 2020-21  | 岡山リベッツ | #45    | 12         | 7          | 5          | 17       | 7        | 10       |
| 2021-22  | 岡山リベッツ | #45    | 20         | 10         | 10         | 18       | 9        | 9        |
| 2022-23  | 岡山リベッツ | #45    | 5          | 0          | 5          | 19       | 10       | 9        |
| 2023-24  | 静岡ジェード | #45    | 16         | 11         | 5          | 20       | 11       | 9        |
| 2024-25  | 静岡ジェード | #45    |            |            |            |          |          |          |

## 受賞
- 上月スポーツ賞（2017年）
- 年度関東学連・年間優秀選手賞  (2018年)
- Tリーグ  2018-2019シーズン ベストペア賞  (2019年)
- Ｔリーグ 2023-2024シーズン前期　ノジマMVP賞  (2023年)
- Tリーグ 2023-2024シーズン ベストペア賞 （2024年）
- Tリーグ 2023-2024シーズン ベストオーダー賞 （2024年）

## テレビ番組
- 中居正広の5番勝負（2018年4月3日、日本テレビ）[10]
- ジャンクSPORTS 注目選手続々!卓球SP（2019年2月17日、フジテレビ）[11]
- ジャンクSPORTS スポーツ名門校SP（2020年2月23日、フジテレビ） - 廃部危機にあった母校青森山田中学高等学校卓球部を姉の森薗美咲と共に訪問しリポートした[12]
- ジャンクSPORTS プロVS天才キッズスペシャル（2020年3月1日、フジテレビ）[13]
- ジャンクSPORTS プロvs天才キッズSP（2020年8月16日、フジテレビ）[14]
- ジャンクSPORTS レジェンドからニュースターまで注目の卓球選手が集結（2020年11月22日、フジテレビ）[15]
- 炎の体育会TV 注目の男子卓球選手4人（2020年12月10日、TBS）[16]
- ジャンクSPORTS 特別編イレロで一流アスリートと人気芸能人が激突！（2021年3月14日、フジテレビ）[17]
- 卓球ジャパン! 全日本選手権男子決勝を戦った当人たちがDEEP解説！！（2021年3月20日、BSテレ東）[18]
- 卓球ジャパン! 今注目の海外選手特集！森薗政崇が熱弁！（2023年7月8日、BSテレ東）[19]